# Тардиоли, Мишель
Мишель Тардиоли (итал. Michele Tardioli; родился 7 ноября 1970 года, Фолиньо) — итальянский футболист, выступающий на позиции вратаря, также — тренер.

## Клубная карьера
Мишель родился в Фолиньо, провинция Перуджа, Умбрия, и начал свою карьеру в Серии D, проведя в нём, в общей сложности, 9 сезонов. Сначала он играл за «Петриньяно» и «Умбертиде», базирующиеся в провинции Перуджа. Затем отправился в тосканский «Сансеполько» из одноимённого города, из провинции Ареццо, граничащий с Перуджей. С 1994 по 1997 он сыграл в 88 матчах лиги. В 1997 году он был подписан клубом Серии C2 «Ареццо», с которым он выиграл плей-офф лиги и сыграл ещё 2 сезона в качестве игрока стартового состава. В 2000 году он был подписан клубом родной провинции, «Перуджой», выступающей в Серии А. В клубе был резервным голкипером; сначала (первые два сезона) был резервистом Андреа Маццантини; затем Оскара Кордобы в январе 2002 года и Желько Калача в июле того же года. В последнем сезоне в клубе он сыграл 5 матчей в лиге и 3 матча кубка. В то же время, тренер клуба предпочёл Стефано Пардини как основного вратаря, после травмы Калача. Тем не менее, в 2004 году Перуджа вылетела из элитного дивизиона и оба вратаря — Пардини и Тардиоли покинули клуб. Тардиоли вернулся в Серию С1, в «Санджованнезе» из Ареццо.